# Taxusfamilie
De taxusfamilie (Taxaceae) is een familie van coniferen. De manier waarop deze familie omschreven wordt is in de loop van de tijd nogal eens gewijzigd.
Vroeger werden zij vaak anders behandeld dan andere naaldbomen door hen in een afzonderlijke orde Taxales te plaatsen. Modern onderzoek suggereert dat de taxusfamilie zo verwant is met de andere naaldbomen dat ze wel in dezelfde orde ingedeeld kan worden: deze orde heet dan bijvoorbeeld Pinales. Daarentegen hanteert de 23e druk van de Heukels de naam Coniferales.
De familie omvat in elk geval het geslacht Taxus. In het verleden is wel gedacht dat er misschien maar één soort is (Taxus baccata), maar tegenwoordig wordt uitgegaan van een tiental soorten.
Het zijn veelvertakte, kleine bomen en struiken. De bladeren zijn groenblijvend, spiraalvormig en vaak gedraaid bij de basis. Ze zijn lineair tot lancetvormig, en hebben bleke groene of witte banden op de onderkanten. De planten zijn tweehuizig. De mannelijke kegels zijn 2-5 mm lang en leveren stuifmeel in de vroege lente.

## Soorten
- geslacht Taxus
  - venijnboom (Taxus baccata)
  - Taxus brevifolia
  - Taxus canadensis
  - Taxus chinensis
  - Taxus cuspidata
  - Taxus floridana
  - Taxus globosa
  - Taxus masonii  †
  - Taxus sumatrana
  - Taxus wallichiana

- geslacht Pseudotaxus
  - Pseudotaxus chienii

- geslacht Austrotaxus
  - Austrotaxus spicata